# Uetliberg

Vista de Zuric des de l'Uetliberg.

L'Uetliberg és una muntanya de 873 metres de la serralada d'Albis, a l'altiplà suís. La muntanya oferix una vista panoràmica de la ciutat de Zúric i del llac, i el cim és fàcilment accessible en tren des de la ciutat.
S'hi pot trobar un hotel, anomenat "Uto Klum", així com dues torres, una de vigilància (reconstruïda el 1990) i la torre de la Uetliberg TV (132 metres, del 1968)

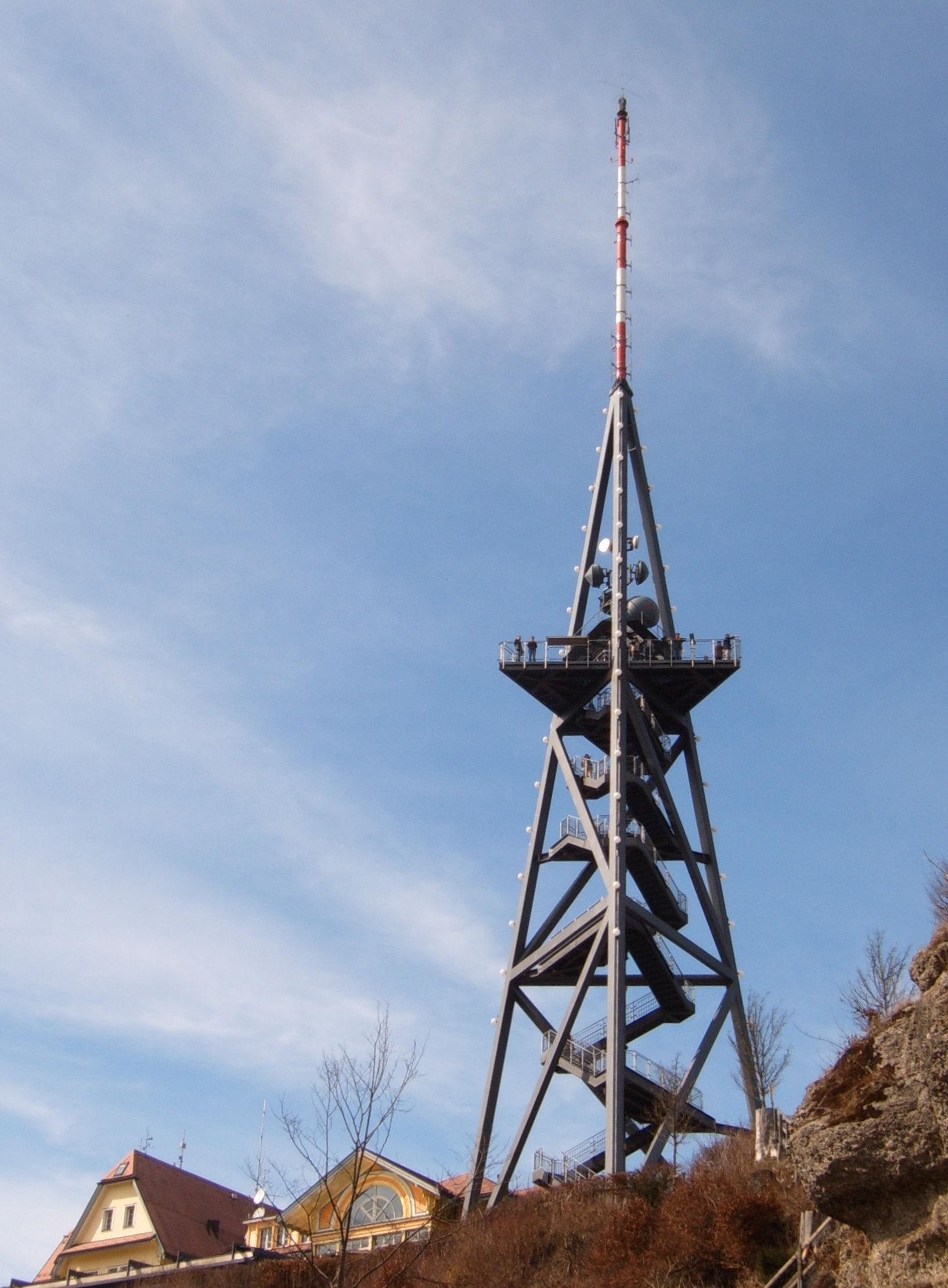
Torre de vigilància
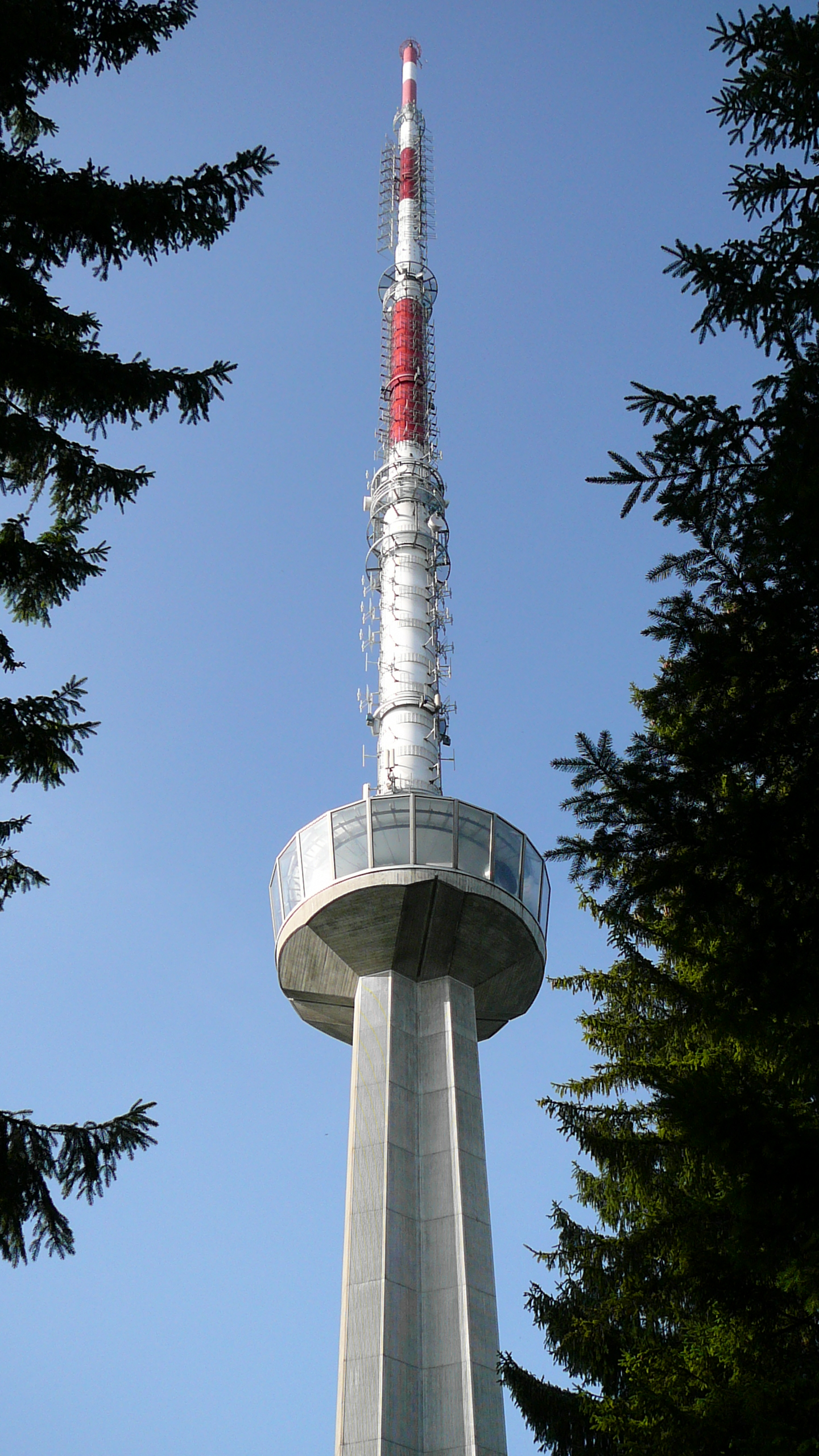
Torre de la Uetliberg TV